# Poljarnyj
Poljarnyj (rusky Поля́рный, do roku 1931 Alexandrovsk, Александровск) je město v Murmanské oblasti v Rusku. Z důvodu přítomnosti vojenské námořní základny patří město Poljarnyj mezi tzv. uzavřená města, tzn., že do města je vstup osob, které zde nemají trvalé bydliště, možný pouze s úřední propustkou.

## Poloha

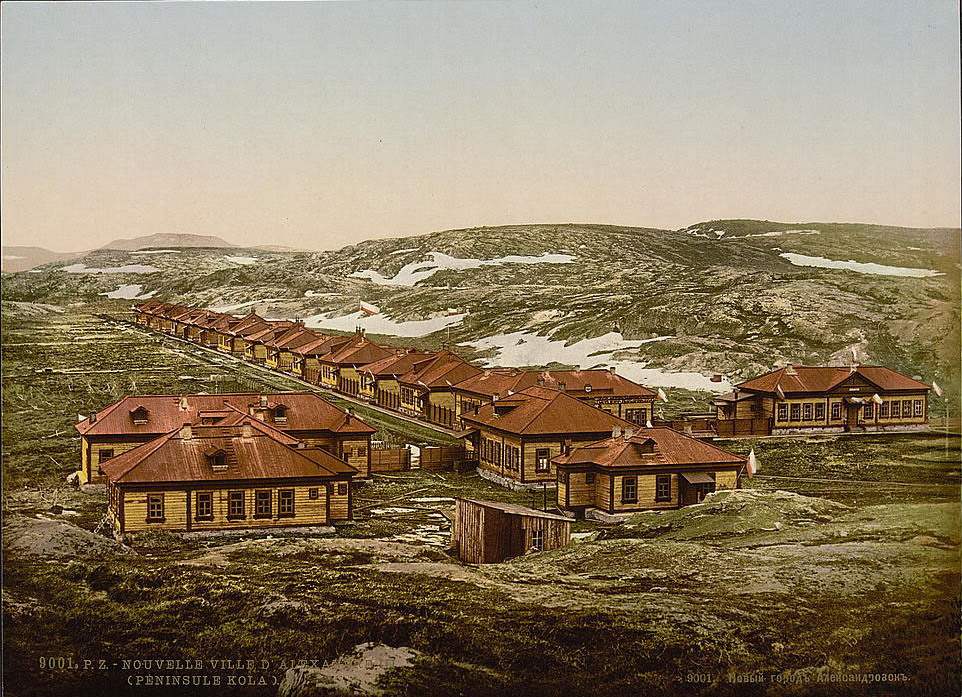
Město v počátcích své existence

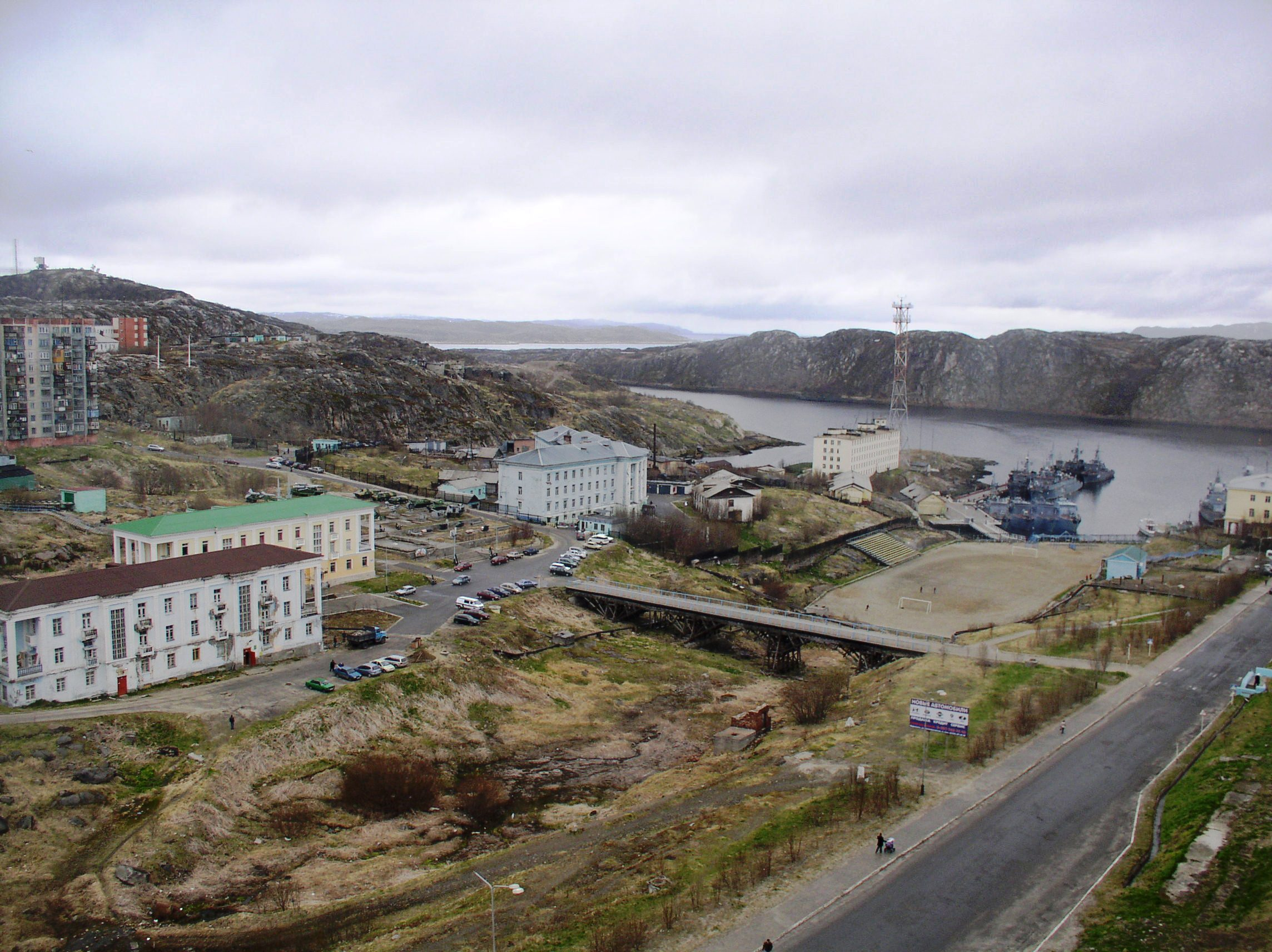
Jedna z prvních kamenných staveb ve městě. Pohled na lodi v přístavu

Město se rozkládá v tundře na pobřeží Jekatěrinské gavaně v Kolském zálivu v Barentsově moři, na poloostrově Kola přibližně 30 km vzdušnou čarou od Murmansku. Spadá do subarktického klimatického pásma. Nejvyšším bodem města je vrch Věstnik (Вестник) s výškou 115 metrů nad mořem.

## Historie
V roce 1894 místo s Jekatěrinským přístavem navštívil ruský podnikatel Sergej Witte. Ve svých zápiscích Witte napsal: „Tak skvělý přístav jsem nikdy v životě neviděl“. To ho inspirovalo k využití vhodné polohy pro komerční účely. Jeho návrh schválil car Mikuláš II., aby zde zřídil obchodní přístav.
Komerční přístav Alexandrovsk byl založen v létě 1896. Svůj název dostalo město na počest cara Alexandra III. a při svém založení mělo 500 obyvatel a o 3 roky později, 24. června 1899, obec získala status města a současně s tím se stal střediskem Alexandrovského (dříve Kolského) újezdu Archangelské gubernie. Úřady sem byly přemístěny z Koly. Na počátku 20. století byl v Alexandrovsku postaven pravoslavný chrám, škola a přístav, železnice od přístavu ke skladům. Město mělo dobrou infrastrukturu, bylo vybaveno elektrickým osvětlením a vlastní elektrárnou.
V roce 1931 byla ves Alexandrovskoje přejmenována na Poljarnoje (Полярное) a v roce 1939 povýšena město Poljarnyj. V době velké vlastenecké války byla v Poljarném zřízena hlavní základna Severního loďstva. Po válce byla tato úloha přenesena do Vajengy (Severomorsk).

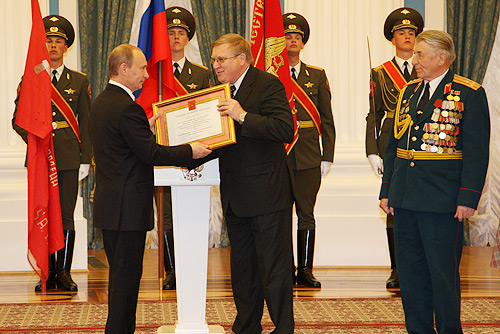
Prezident Putin předává městu titul „Město vojenské slávy“

5. května 2008 byl prezidentem Ruské federace městu udělen čestný titul Město vojenské slávy.
Ve městě je poměrně mnoho neobydlených pětipodlažních domů v nedobrém technickém stavu, což budí dojem, že město vymírá.